# Supercoppa dei Paesi Bassi 2004
La Supercoppa dei Paesi Bassi 2004 (ufficialmente Johan Cruijff Schaal IX) è stata la quindicesima edizione della Johan Cruijff Schaal.
Si è svolta l'8 agosto 2004 all'Amsterdam ArenA tra l'Ajax, vincitore della Eredivisie 2003-2004, e l'Utrecht, vincitore della KNVB beker 2003-2004.
A conquistare il titolo è stato l'Utrecht che ha vinto per 4-2 con reti di Alje Schut, Hans Somers (doppietta) e Darl Douglas.

## Partecipanti
| Squadre | Qualificazione                       | Partecipazioni precedenti (il grassetto indica la vittoria) |
| ------- | ------------------------------------ | ----------------------------------------------------------- |
| Ajax    | Vincitore della Eredivisie 2003-2004 | 7 (1993, 1994, 1995, 1996, 1998, 1999, 2002)                |
| Utrecht | Vincitore della KNVB beker 2003-2004 | 1 (2003)                                                    |

## Tabellino
| Arbitro: | van Egmond |

|                          |           |                                        |
| Pienaar 51’ Sneijder 80’ | Marcatori | 72’ Schut 87’ 90+1’ Somers 90’ Douglas |

| Ajax | Utrecht |

### Formazioni
| Ajax:           |  |                      |     |     |
|                 |  |                      |     |     |
| P               |  | Maarten Stekelenburg |     |     |
| D               |  | Anthony Obodai       |     |     |
| D               |  | Nigel de Jong        |     |     |
| D               |  | John Heitinga        |     |     |
| D               |  | Maxwell              |     |     |
| C               |  | Tomáš Galásek        |     |     |
| C               |  | Rafael van der Vaart |     |     |
| C               |  | Steven Pienaar       |     | 70’ |
| A               |  | Wesley Sonck         |     | 58’ |
| A               |  | Tom Soetaers         | 53’ |     |
| A               |  | Zlatan Ibrahimović   |     | 77’ |
| A disposizione: |  |                      |     |     |
| P               |  | Bogdan Lobonț        |     |     |
| D               |  | Julien Escudé        |     |     |
| D               |  | Zdeněk Grygera       |     | 70’ |
| C               |  | Tom De Mul           |     | 77’ |
| C               |  | Daniël de Ridder     |     |     |
| C               |  | Wesley Sneijder      |     | 58’ |
| A               |  | Giannīs Anastasiou   |     |     |
| Allenatore:     |  |                      |     |     |
| Ronald Koeman   |  |                      |     |     |

| Utrecht:        |  |                    |          |     |
|                 |  |                    |          |     |
| P               |  | Joost Terol        |          |     |
| D               |  | Tim Cornelisse     |          |     |
| D               |  | Alje Schut         |          |     |
| D               |  | David Di Tommaso   |          |     |
| D               |  | Etienne Shew-Atjon |          | 75’ |
| C               |  | Joost Broerse      | 26’, 79’ |     |
| C               |  | Jean-Paul de Jong  |          | 85’ |
| C               |  | Stefaan Tanghe     |          |     |
| A               |  | Darl Douglas       |          |     |
| A               |  | Dave van den Bergh |          |     |
| A               |  | Sandro Calabro     |          | 68’ |
| A disposizione: |  |                    |          |     |
| P               |  | René Ponk          |          |     |
| D               |  | Edson Braafheid    |          | 75’ |
| D               |  | Bas van den Brink  |          |     |
| C               |  | Rick Kruys         |          |     |
| C               |  | Jordy Zuidam       |          |     |
| C               |  | Hans Somers        |          | 85’ |
| A               |  | Prince Rajcomar    |          | 68’ |
| Allenatore:     |  |                    |          |     |
| Foeke Booy      |  |                    |          |     |